# Tropidophora articulata
Tropidophora articulata é uma espécie de gastrópode  da família Pomatiasidae
É endémica de Maurícia.